# 장상선 (목사)
장상선 (1929년 - 2007년 6월 9일)은 대한민국의 장로교 목사이며 신학자이다. 미국 로스엔젤레스 국제 개혁신학교 교장과 백석대학교 신학대학원, 그리고 칼빈성서신학대학에서 학장을 역임하였다. 튤립  교육 선교회 회장인 김명도 목사에 따르면 개혁주의 신앙인으로 평가한다. 온화한 성격과 친절함과 차분한 그의 모습은 학생들에게 존경의 신학자였다. 가족으로는 이화영 사모,  Grace (장녀), Esther (차녀), Sharon (3녀), 그리고 Daniel (장남)이다.

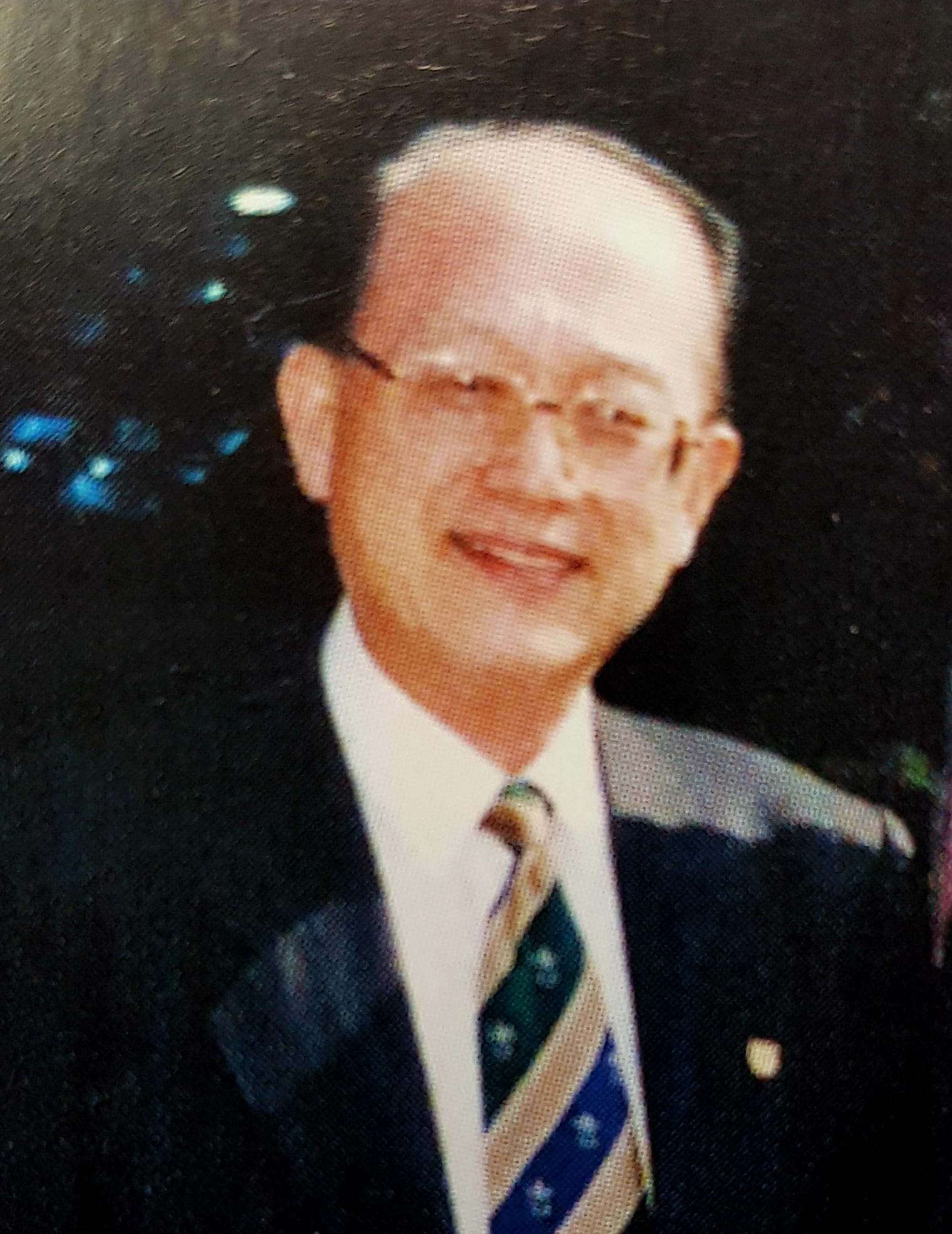
장상선 박사

장상선 박사, 오병세 박사, 장종현 박사, 김준삼 박사 백석대학교 교정

## 경력
- 필라델피아 한인 개혁장로교회 담임목사
- 미주 한인 예수교 장로회 조직및 총무 1976년 2월 17일[3]
- 로스엔젤레스 국제 개혁신학교 (구 개혁신학교) 교장
- NAPARC (북미주 보수 장료교단 및 개혁교단 협의회) 임원
- 교단 대표 (KAPC) 1996년
- 1995년 백석대학교 신학대학원장[4]
- 로스엔젤레스 칼빈 신학교 대학원장
- 칼빈성서신학대학 학장

## 같이 보기
- 김명도
- 안명준
- 백석대학교
- 한국의 목회자 목록